# The Straight and Narrow
The Straight and Narrow er en amerikansk stumfilm fra 1918 af Charley Chase.

## Medvirkende
- Billy West
- Oliver Hardy
- Leo White
- Ethel Marie Burton
- Rosemary Theby